# Specimen

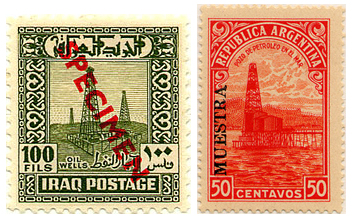
Postzegels van Irak en Argentinië met specimen-opdruk

Specimen (meervoud: specimens of specimina) is een van oorsprong Latijns woord, dat gebruikt wordt om aan te duiden dat het getoonde object een voorbeeld is. Zo worden bankbiljetten of cheques vaak afgebeeld met het woord "specimen" diagonaal door de afbeelding heen, zodat het niet eenvoudig is ermee te betalen.

## Postzegels
Bij postzegels heeft een specimen-opdruk of -stempel dezelfde betekenis: de zegel is niet bestemd om op een poststuk te worden gebruikt. Ook de applicatie voor het afdrukken van digitale postzegels heeft een mogelijkheid om een specimen af te drukken. Dit is handig om te testen of dit werkt nadat het account hiervoor is aangemaakt, er een nieuwe labelprinter is geïnstalleerd of als de software daarvan is geüpdatet. Er wordt dan een digitale postzegel met specimen-opdruk geprint die niet wordt afgeschreven van het saldo dat op het account staat. Ook als er geen zegel wordt geprint door bijvoorbeeld een probleem met de printer, wordt er dan geen saldo afgeschreven. Op deze manier kan voorkomen worden dat er saldo verloren gaat door verkeerd of niet afgedrukte postzegels. De zegel kan tevens probleemloos worden weggegooid omdat deze niet te gebruiken is voor poststukken.

## Biologie
In de biologie is een specimen een ander woord voor exemplaar.
In de botanie zijn specimens geconserveerde (delen van) planten. Voor een specimen is bepaald dat de planten, de plant, of delen van een plant, verzameld moeten zijn op één dag, op één plaats, en tot hetzelfde taxon moeten behoren. De manier van conserveren kan verschillen: een bekende methode is montage op een herbariumvel, maar er zijn tal van andere methodes.

## Hengelsport
In de hengelsport wordt onder een specimen een bijzonder groot en zwaar exemplaar van een vissoort verstaan. Deze betekenis is overgenomen uit het Engels (specimen hunting).